# Corton (Weinlage)

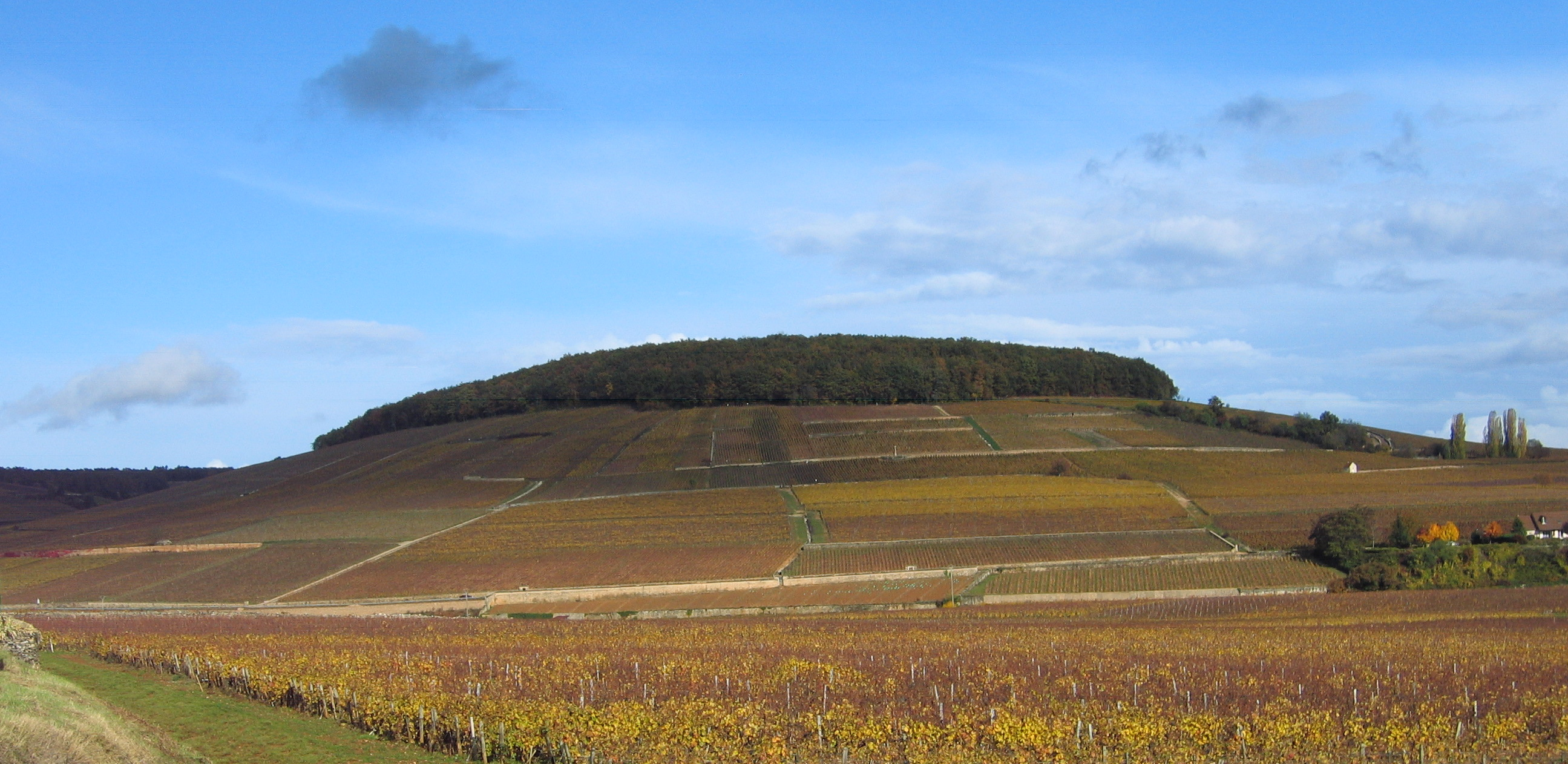
Der Corton, vom Südwesten aus gesehen. Die auf diesem Bild zu sehenden Rebflächen liegen auf dem Gemeindegebiet von Aloxe-Corton.

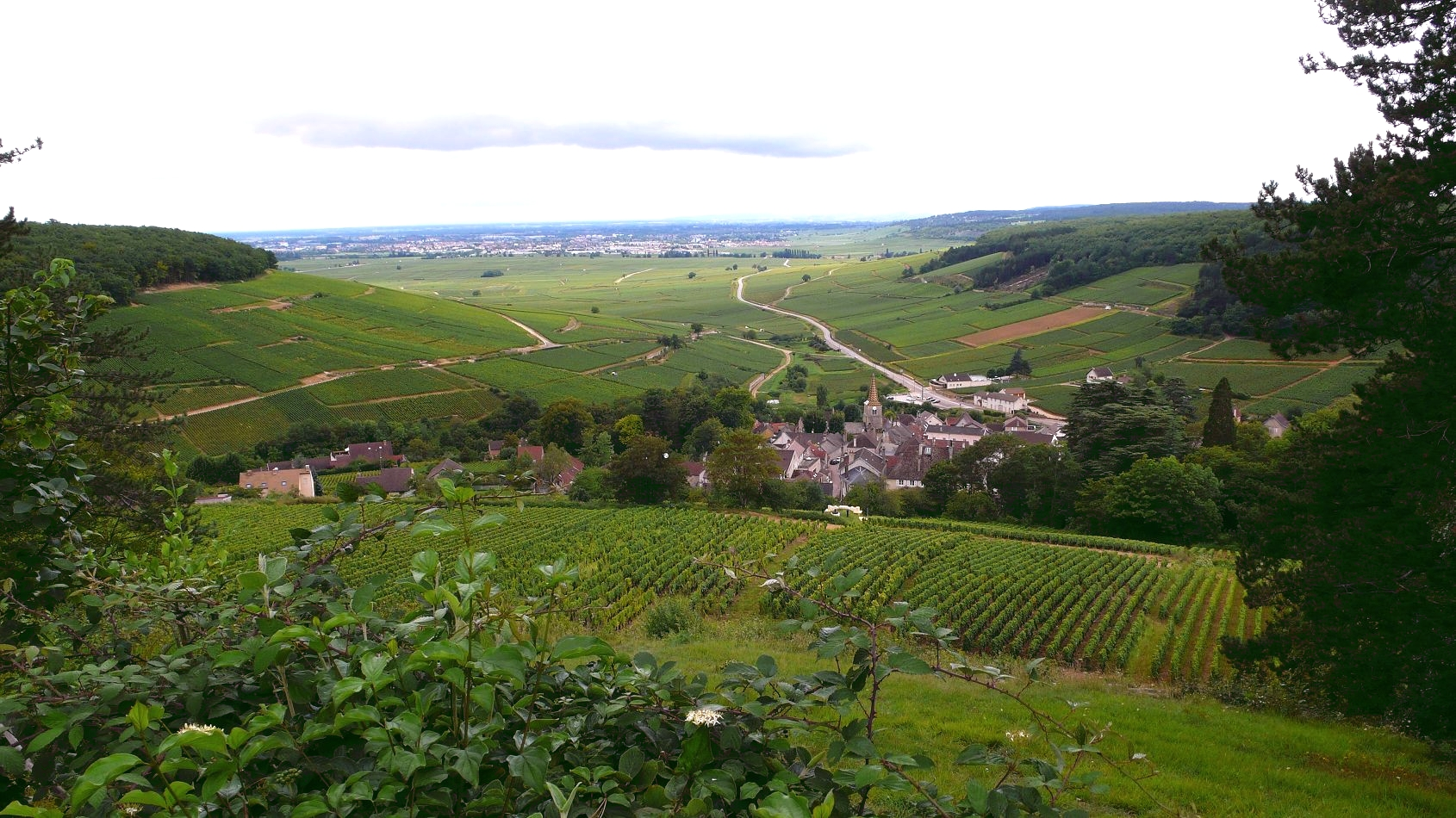
Ein Blick auf Pernand-Vergelesses. Im Hintergrund erkennt man die Stadt Beaune. Links im Bild erkennt man den Berg Corton mit seiner bewaldeten Kuppe.

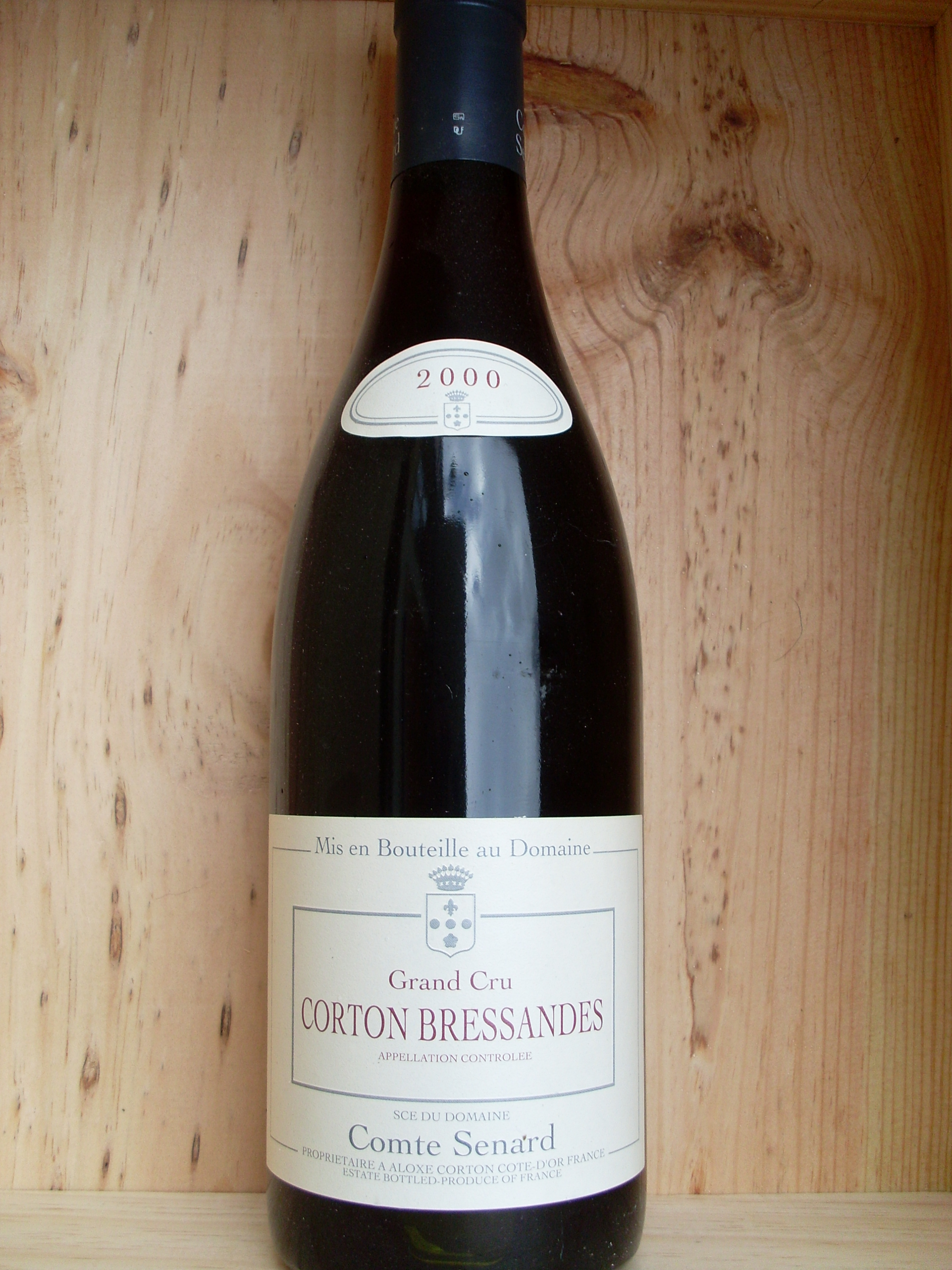
Eine Flasche Rotwein der Grand Cru Lage Corton. Die Gemarkung (franz.: le climat) Les Bressandes wird auf dem Etikett angegeben.

Corton ist eine als Grand Cru eingestufte Weinlage an der Côte d’Or im französischen Burgund. Sie liegt in den Gemeinden Aloxe-Corton, Pernand-Vergelesses und Ladoix-Serrigny in der Côte de Beaune. Corton hat eine eigene Appellation. Erzeugt wird sowohl Rotwein (als einzige Grand-Cru-Lage in der Côte de Beaune) als auch Weißwein. Corton belegt die niedrigeren Lagen des gleichnamigen Hügels Montagne de Corton. Aufgrund der Größe und der unterschiedlichen Ausrichtung der Rebflächen zur Sonne wird häufig die Gemarkung (franz.: Climat) auf dem Etikett erwähnt. Den Status einer AOC erhielt die Lage am 31. Juli 1937. Einige Parzellen teilt sich die Lage Corton mit der zweiten Grand-Cru-Lage des Hügels: Corton-Charlemagne. Beide Lagen zusammen verfügen über eine Fläche von nahezu 160.19 Hektar und überschneiden sich zum Teil.
Es gelten folgende Regeln:
- Der Rotwein namens Corton darf auf der gesamten, definierten Fläche (siehe Abschnitt Climats) produziert werden. Auf dem Etikett darf zur besseren Eingrenzung der Name des climats erwähnt werden. Lediglich Rotweine der Lage Corton-Charlemagne sind von dieser Regelung ausgeschlossen.
- Der Weißwein namens Corton darf auf der gesamten, definierten Fläche (siehe Abschnitt Climats) produziert werden. Der Name des climat darf nicht erwähnt werden. Einzige Ausnahme: der Wein Corton-Vergennes des Hôtel-Dieu de Beaune (Hospices de Beaune).
- Einige Parzellen in Aloxe und Ladoix dürfen Rotweine und Weißweine unter dem Namen Corton-Charlemagne erzeugen.

Corton Weine sind überwiegend Rotweine (ungefähr 95 Prozent der AOC) auf Basis der Pinot Noir Rebe. Der kleine Anteil der Weißweine wird aus Chardonnay gekeltert.

## Klima und Geologie
Der Corton befindet sich auf einem Hang in 215 bis 350 m Höhe über dem Meeresspiegel. Der darüber liegende Wald schützt die Lage vor kalten Winden. Auch von Spätfrösten bleibt die Lage meist verschont. Das Klima wird dem burgundischen Übergangsklima zugerechnet, bei dem kontinentale Einflüsse gegenüber maritimen überwiegen. Die zumeist trockenen und heißen Sommer lassen den Pinot Noir zwar ausreifen, große Jahrgänge entstehen aber nur, wenn kein Regen im Herbst die Lese beeinträchtigt. Der Chardonnay gedeiht noch hervorragend auf den oben gelegenen Parzellen.
Der Boden des Corton besteht im unteren Bereich aus einer dünnen Auflage aus braunem Kalkstein-Verwitterungsschutt. Die Reben müssen ihre Wurzeln in den Sockel aus dem Erdzeitalter des Bathonium treiben. Auf einer Höhe von 260 m ist eine ungefähr 15 m starke Schicht des Juragestein (Oolith) aufgeschlossen. Geologisch stammt er aus dem unteren Oxfordium. Der obere Teil besitzt eine besonders dünne, mergelreiche Auflage.

## Wein

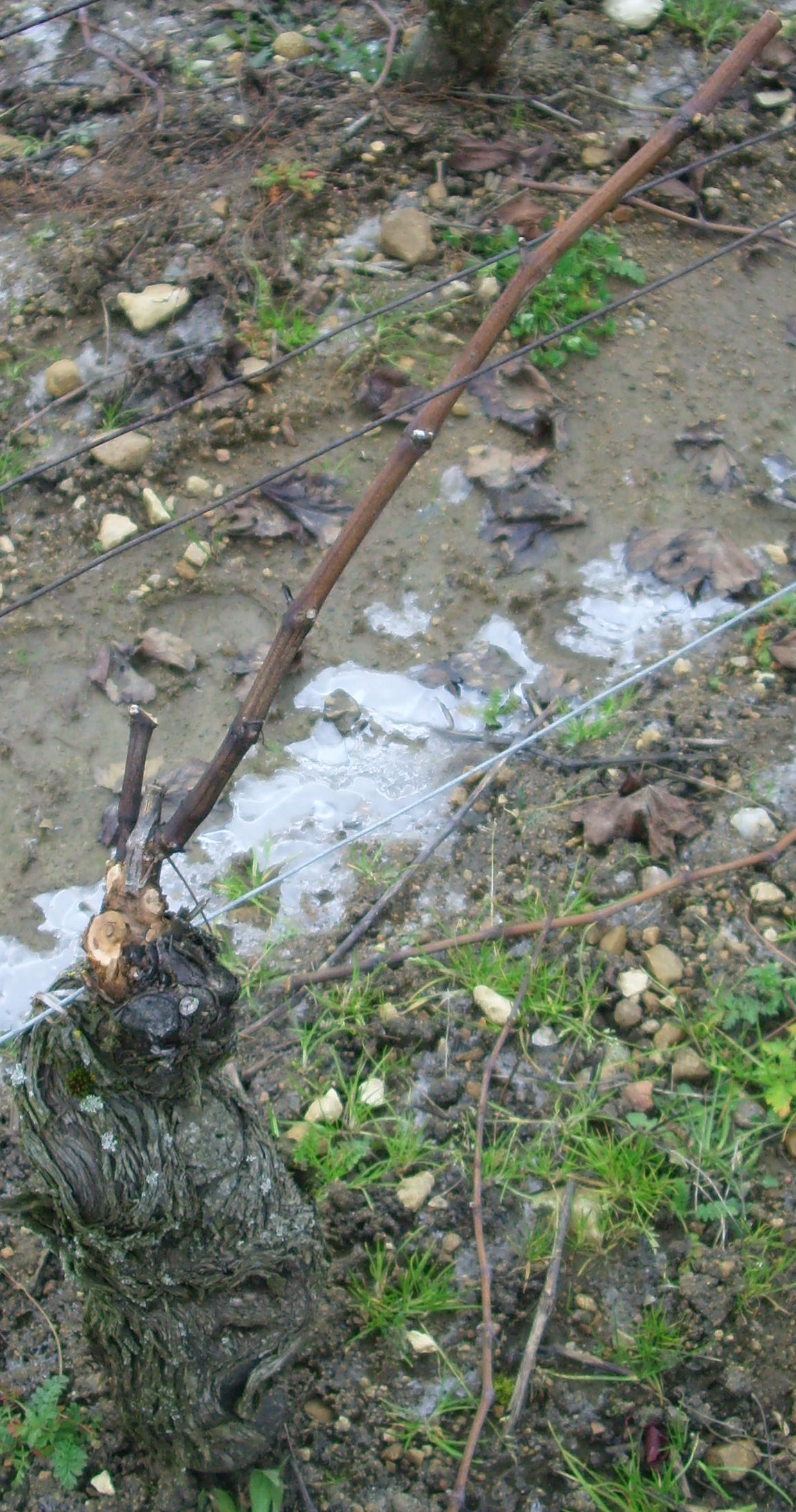
Als Reberziehung wird die in Frankreich méthode Guyot genannte Flachbogenerziehung vorgeschrieben.

Die Rotweine von Corton werden in der Regel ausschließlich aus Pinot Noir erzeugt. Als weitere Rebsorten sind Pinot Liébault und Pinot Beurot zugelassen, werden jedoch kaum verwendet. Theoretisch dürfen bis zu 15 % weiße Trauben (Chardonnay, Pinot Gris und Pinot Blanc) verwendet werden; dies wird jedoch schon seit geraumer Zeit nicht mehr praktiziert. Der natürliche Alkoholgehalt muss mindestens 11,5 Vol.-% betragen. Die Chaptalisation ist – wie überall im Burgund – erlaubt. Das Mindest-Mostgewicht liegt bei 189 g/l. Der Basisertrag beträgt 35 Hektoliter je Hektar, dieser darf maximal um 20 % überschritten werden.
Die Weißweine der Grand Cru Lage werden aus der Rebsorte Chardonnay gekeltert. Der natürliche Alkoholgehalt muss bei den Weißweinen mindestens 12 Vol.-% betragen, Chaptalisation ist auch hier erlaubt. Das Mindest-Mostgewicht liegt bei 187 g/l. Der Basisertrag beträgt jährlich 40 Hektoliter je Hektar. Dieser darf maximal um 20 % überschritten werden.

## Produktionsmenge
Im Jahr 2008 wurden insgesamt 94,78 ha unter dem Namen Corton deklariert. Von den insgesamt 2984 Hektoliter Wein waren 2822 hl dem Rotwein und lediglich 162 hl dem Weißwein gewidmet. Dies entspricht insgesamt nahezu 400.000 Flaschen, von denen 21.000 Flaschen auf den Corton blanc (dem Weißwein) entfallen.

## Hersteller und Besitzer
Im Gegensatz zum Weingebiet Bordeaux sind die Rebflächen durch Anwendung der Erbfolge stark gesplittert. Größter Eigner mit 15,09 ha war im Jahr 2008 das Haus Louis Latour. Dem Hospices de Beaune gehörten durch diverse Schenkungen 6,4 ha. Es folgten Domaine d'Ardhuy (4,47 ha), Comte Senard (3,95 ha), Prince Florent de Mérode (3,8 ha), Bouchard Père et Fils (3,54 ha), Vincent Sauvestre (3,35 ha), Faiveley (3,02 ha), Maurice Chapuis (2,80 ha), Baron Thénard (2,68 ha, vinifiziert und vermarktet durch Remoissenet Père et Fils). Mindestens 53 andere Eigner, darunter auch Bonneau du Martray, besitzen ebenfalls Anteile zwischen 0,11 und 2,57 ha.

## Climats (Die Gemarkungen)
Die folgenden climats gehören zur Appellation Corton und dürfen auf dem Etikett aufscheinen:
In Aloxe-Corton:
| - Les Pougets - Les Languettes - Le Corton - Les Renardes - Les Grèves - Le Clos du Roi | - Les Chaumes - Les Chaumes et la Voierosse - Les Perrières - Les Bressandes - Les Paulands - Les Maréchaudes | - Les Fiètres - Le Meix Lallemand - Clos des Meix (Monopollage der Domaine du Comte Senard) - Les Combes - La Vigne au Saint |

In Ladoix-Serrigny:
| - Le Rognet et Corton (lediglich Rotwein) - Clos des Cortons Faiveley (Monopollage der Domaine Faiveley) - Les Moutottes | - Les Carrières - Basses Mourottes - Hautes Mourottes | - Les Vergennes - Les Grandes Lolières - La Toppe au Vert |

In Pernand-Vergelesses:
- En Charlemagne (lediglich Rotwein in den Parzellen 409 bis 416 sowie Teile der Parzellen 417, 418, 419 und 481)

Quelle: 